# Marko Mlinarić
Marko Mlinarić est un footballeur international croate né le 1er septembre 1960 à Zagreb. Il a également été international yougoslave.

## Carrière
- 1977-1987 : Dinamo Zagreb ( Yougoslavie)
- 1987-1989 : AJ Auxerre ( France)
- 1989-1991 : AS Cannes ( France)
- 1991-1994 : HNK Segesta Sisak ( France)
- 1994-1996 : Croatia Zagreb ( Croatie)[2]

## Palmarès

### Avec le Dinamo Zagreb
- Champion de Yougoslavie en 1982
- Vainqueur de la Coupe de Yougoslavie en 1980 et 1983
- Champion de Croatie en 1996
- Vainqueur de la Coupe de Croatie en 1996